# 双峰县
双峰县（双峰话：/sɒŋ˥˥ xan˥˥ ɣuĩ˧˧/），为湖南省娄底市的一个县，地处湘中腹地。东邻湘潭、衡山，南接衡阳，西毗邵东、涟源，北界娄底、湘乡。县域总面积为1715平方公里。常住总人口約为69万人。通行老湘语双峰话。县人民政府駐永丰街道蔡和森大道9号。

## 历史
秦王政二十六年（前221），置湘南县，今双峰境域属之，隶长沙郡。西汉高帝五年（前202），置连道，双峰境域分属连道、湘南县，连道、湘南同属长沙国。东汉光武帝建武初，从湘南县析置湘乡县，双峰境域部分地属湘乡，隶荆州零陵郡；部分地属连道，隶荆州长沙郡。 
三国吴会稽王太平二年（257），置衡阳郡，湘乡、连道皆属之。南朝宋武帝永初年间（420~422），连道并入湘乡，双峰全境属之。 
隋文帝开皇九年（589），湘乡并入衡山县，隶湘州。唐高祖武德四年（621），从衡山县析出，复置湘乡县，属潭州长沙郡。五代后梁太祖开平元年（907），湘乡县属楚国长沙府。 
宋太祖乾德元年（963），湘乡复属潭州。元成宗元贞元年（1295），湘乡民至万户升为州，属湖广行省潭州路。文宗天历二年（1329），潭州路改为天临路。 
明太祖洪武二年（1369），湘乡州复为县，属潭州府，知县招抚流亡，相继垦复荒田8000余亩。3年后，改潭州府为长沙府。 
清顺治十一年（1654），永丰设湘邵驿站，康熙十八年（1679）撤。圣祖康熙三十年（1691），境内牌头、测水、青石、铜铃、永丰、茅栗、吴湾、黄田、武障、油榨、界牌设铺司。乾隆三年（1738），县丞胡澍驻永丰，始建县丞署。咸丰四年（1854）撤，两年后复设。宣统三年（1911），九月一日（10月22日），中里团防局曾惠伯响应武昌起义，率团勇戟县丞署，县丞王友义出走芭坪，结束了清廷在永丰的统治。 
中华民国建國後，双峰隶属湘乡县。
中华人民共和国建立後，1949年10月2日，中国人民解放军第四十一军一二三师的的一个团占领永丰，于5日控制双峰全境。同月，湘乡县各区相继成立中共区委会、区人民政府。双峰境内三个区机关所在地是：三区永丰镇、六区金溪大塘、七区青树坪。
1951年8月，按湖南省人民政府通知，划出湘乡县的三、六、七区建立双峰县，得名于县境内的双峰山，属益阳专区，县城设永丰镇。1952年11月20日，双峰县改属邵阳专区。1977年9月，邵阳地区析为邵阳、涟源两地区。双峰县属涟源地区。1982年，涟源地区更名为娄底地区，双峰隶属娄底地区。1999年7月，娄底地区撤地设市，双峰隶属娄底市。

## 人口
娄底市第七次全国人口普查公报显示：双峰县常住人口为685917人，男性人口占比51.09%，女性人口占比48.91%，年龄结构中0-14岁占比21.16%，15-59岁占比56.63%，60岁以上占比22.21%，65岁以上占比17.69%。

## 行政区划
双峰县下辖2个街道办事处、11个镇、3个乡：
永丰街道、金开街道、荷叶镇、井字镇、梓门桥镇、杏子铺镇、走马街镇、洪山殿镇、甘棠铺镇、三塘铺镇、青树坪镇、花门镇、锁石镇、石牛乡、沙塘乡和印塘乡。

## 政治

### 现任领导
| 机构     | 双峰县人民政府 县长 | · 中国共产党 · 双峰县委员会 · 书记 | 双峰县人民代表大会 常务委员会 主任 | · 中国人民政治协商会议 · 双峰县委员会 · 主席 |
| -------- | ------------------- | ---------------------------------- | ---------------------------------- | -------------------------------------------- |
| 姓名     | 李基联              | 彭石清                             | 段平屏                             | 王德文                                       |
| 民族     | 汉族                | 汉族                               | 汉族                               | 汉族                                         |
| 出生地   | 湖南省怀化市溆浦县  | 湖南省娄底市娄星区                 | 湖南省娄底市冷水江市               | 不明                                         |
| 出生日期 | 1975年7月（49歲）   | 1967年7月（57歲）                  | 1971年10月（53歲）                 | 1972年7月（52歲）                            |
| 就任日期 | 2021年10月          | 2021年7月                          | 2021年10月29日                     | 2021年10月28日                               |

## 交通
- 320国道过境。
- 沪昆高速过境。
- 华常高速过境。

## 人物
历史上的名人有曾国藩、蔡和森、蒋琬等。

## 全国重点文物保护单位
- 曾国藩故居富厚堂藏书楼
- 蔡和森纪念馆

## 旅遊
- 九峰山森林公园
- 曾国藩故居
- 蔡和森故居
- 蔡和森纪念馆
- 水府庙水库
- 大天坑